# Africa Movie Academy Award du meilleur film d'un Africain vivant à l'étranger
L'Africa Movie Academy Award du meilleur film par un Africain vivant à l'étranger est un mérite annuel décerné par l'Africa Film Academy pour récompenser les cinéastes africains de la diaspora .
| Meilleur film d'un africain vivant à l'étranger | Meilleur film d'un africain vivant à l'étranger | Meilleur film d'un africain vivant à l'étranger | Meilleur film d'un africain vivant à l'étranger |
| Année                                           | Film                                            | Réalisateur                                     | Résultat                                        |
| ----------------------------------------------- | ----------------------------------------------- | ----------------------------------------------- | ----------------------------------------------- |
| 2010                                            | Soul Diaspora (en)                              |                                                 | Lauréat                                         |
| 2010                                            | The Okra Principle                              |                                                 | Nomination                                      |
| 2010                                            | China Wahala                                    |                                                 | Nomination                                      |
| 2010                                            | Crunch                                          |                                                 | Nomination                                      |
| 2011                                            | In America: The Story of the Soul Sisters (en)  | Rahman Oladigbolu                               | Lauréat                                         |
| 2011                                            | Anchor Baby                                     | Lonzo Nzekwe                                    | Nomination                                      |
| 2011                                            | Mirror Boy (en)                                 | Obi Emelonye                                    | Nomination                                      |
| 2011                                            | Africa United                                   | Debs Gardner-Brook                              | Nomination                                      |
| 2012                                            | Housemates                                      |                                                 | Lauréat                                         |
| 2012                                            | Mystery Of Birds                                |                                                 | Nomination                                      |
| 2012                                            | Ben Kross                                       |                                                 | Nomination                                      |
| 2012                                            | Paparazzi: Eye in the Dark (en)                 |                                                 | Nomination                                      |
| 2013                                            | Dernier Vol pour Abuja                          |                                                 | Lauréat                                         |
| 2013                                            | Turning Point (film, 2012) (en)                 |                                                 | Nomination                                      |
| 2013                                            | The Assassin's Practice                         |                                                 | Nomination                                      |
| 2013                                            | Bianca                                          |                                                 | Nomination                                      |
| 2013                                            | Woolwich Boys                                   |                                                 | Nomination                                      |
| 2015                                            | Fièvres                                         |                                                 | Lauréat                                         |
| 2015                                            | Gone Too Far                                    |                                                 | Nomination                                      |
| 2015                                            | Thorns of Roses (O Esphinho Da Rosa)            |                                                 | Nomination                                      |
| 2015                                            | Affairs of the Heart                            |                                                 | Nomination                                      |
| 2016                                            | Lambadina (en)                                  |                                                 | Lauréat                                         |
| 2016                                            | Skinned                                         |                                                 | Nomination                                      |
| 2016                                            | LAPD African Cop                                |                                                 | Nomination                                      |
| 2016                                            | Boxing Day                                      |                                                 | Nomination                                      |
| 2016                                            | MONA                                            |                                                 | Nomination                                      |
| 2017                                            | While We Live                                   |                                                 | Lauréat                                         |
| 2017                                            | Saving Dreams                                   |                                                 | Nomination                                      |
| 2017                                            | Theory of Conflict                              |                                                 | Nomination                                      |
| 2017                                            | Un mile dans mes chaussures                     |                                                 | Nomination                                      |
| 2017                                            | Hell’s Fury                                     |                                                 | Nomination                                      |
| 2018                                            | Alexandra                                       |                                                 | Lauréat                                         |
| 2018                                            | Minister                                        |                                                 | Nomination                                      |
| 2018                                            | Low Lifes And High Hopes                        |                                                 | Nomination                                      |
| 2019                                            | Rattlesnakes (en)                               | Julius Amedume                                  | Lauréat                                         |
| 2019                                            | Lara and the Beat                               | Tosin Coker                                     | Nomination                                      |
| 2019                                            | Makeroom                                        | Robert O. Peters (en)                           | Nomination                                      |
| 2020                                            | No Shade                                        | Clare Anyiam-Osigwe                             | Lauréat                                         |
| 2020                                            | Eagles’ Nest                                    | Olivier Assoua                                  | Nomination                                      |
| 2020                                            | 2 Weeks in Lagos                                | Kathryn Fasegha                                 | Nomination                                      |
| 2020                                            | Idemuza                                         | Aloaye Omoake                                   | Nomination                                      |
| 2020                                            | Between                                         | Daniel Adenimokan                               | Nomination                                      |